# 415 Palatia
415 Palatia là một tiểu hành tinh lớn ở vành đai chính. Nó được Max Wolf phát hiện ngày 7.2.1896 ở Heidelberg và được đặt theo tên thái ấp của tuyển hầu Palatinate, một vùng thời đế quốc La Mã thần thánh, nay thuộc Đức.